# Kościół św. Maurycego w Halle
Kościół św. Maurycego (niem. Moritzkirche) – późnogotycka świątynia rzymskokatolicka znajdująca się w niemieckim mieście Halle (Saale). Filia parafii śś. Maurycego i Elżbiety z siedzibą przy nieodległym kościele śś. Franciszka i Elżbiety.

## Historia
W 1121 wzmiankowana jest istniejąca tu wówczas romańska świątynia, która w 1184 została częścią klasztoru augustianów. Kamień węgielny pod budowę dzisiejszej świątyni wmurowano w 1388, budowniczym świątyni został Conrad von Einbeck. Konsekracja miała miejsce w 1411. W 1541 kościół przeszedł w ręce protestantów. Budowę w pełni ukończono w 1557. Około 1700 wzniesiono barokową wieżę, która częściowo zawaliła się w 1789. 28 listopada 1970 gmach został przekazany wspólnocie rzymskokatolickiej. W latach 1971–1981 świątynię odrestaurowano.

## Architektura
Świątynia późnogotycka, trójnawowa, o układzie halowym. Wszystkie nawy pokryte są wspólnym, wysokim dachem. Trzy absydy zamykające nawy są od zewnątrz pokryte bogatą dekoracją rzeźbiarską. Do prezbiterium od południa dostawiona jest kruchta zwieńczona renesansowymi wolutami, będąca pozostałością istniejącego tu niegdyś krużganka. Nawa główna jest dwukrotnie szersza od naw bocznych. Prezbiterium i korpus nawowy znacząco różnią się od siebie, prezbiterium przykrywają sklepienia gwiaździste wznoszące się na filarach dekorowanych służkami, a korpus nawowy ma sklepienia sieciowe i skromne filary o przekroju ośmiokąta.

## Wyposażenie
Ołtarz szafiasty wykonał w 1511 Georg Jhener z Orlamünde, zdobią go sceny z życia Chrystusa. Późnorenesansową ambonę wykonał z piaskowca Zacharias Bogenkrantz w 1592, a jej drewniany baldachim wyrzeźbił w 1611 lipski artysta Valentin Silbermann. Wnętrze dekorują liczne rzeźby autorstwa Conrada von Einbecka, w tym figura św. Maurycego z 1411 roku, zwana Schellenmoritz. Na wieży kościoła zawieszone są dwa brązowe dzwony o tonach h' i c'.
Organy wykonało w sierpniu 1925 roku przedsiębiorstwo Wilhelm Sauer Orgelbau, 13 września 1925 organista kościoła św. Tomasza w Lipsku Günther Ramin dokonał ich inauguracji. Składały się wówczas z 53 głosów, lecz już w latach 1926–1927 rozbudowano je do 63 rejestrów. W 1945 roku instrument przebudowano. Podczas remontu kościoła w latach 70. organy uległy uszkodzeniu i stały się niezdatne do gry. W latach 1998–1999 przywrócono do użytku 11 głosów, a w latach 2000–2002 uruchomiono kolejnych 14. 13 września 2005 powstało stowarzyszenie Förderverein SAUER-Orgel Moritzkirche Halle (Saale) e.V zajmujące się instrumentem, a w 2009 rozpoczęto jego remont, prowadzony przez przedsiębiorstwo Orgelbau Reinhard Hüfken z Halberstadt. We wrześniu 2011 organy uroczyście uruchomiono po ukończonej renowacji w obecności bpa Gerharda Feigego, biskupa magdeburskiego.

## Galeria

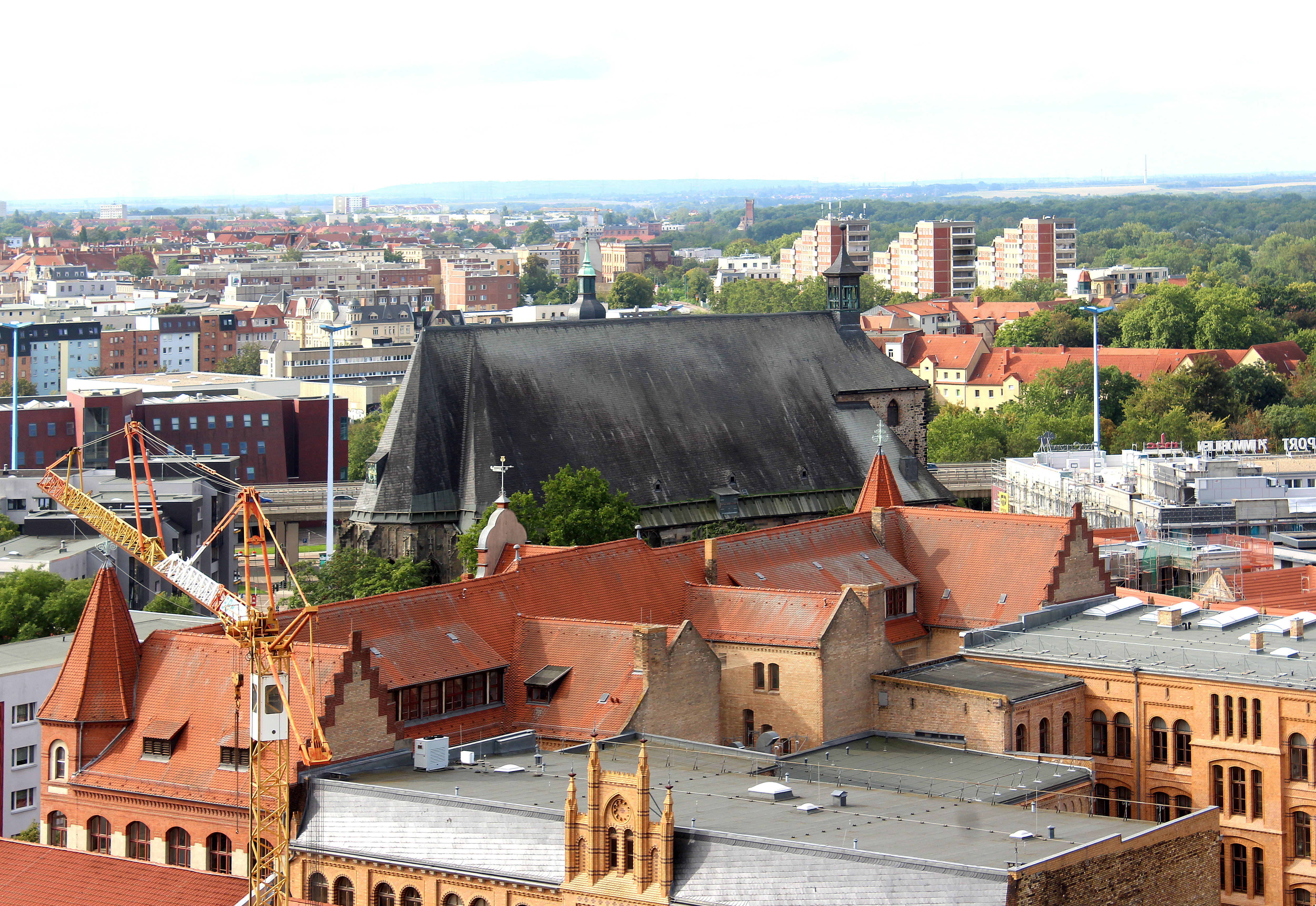
Widok z jednej z wież kościoła Mariackiego
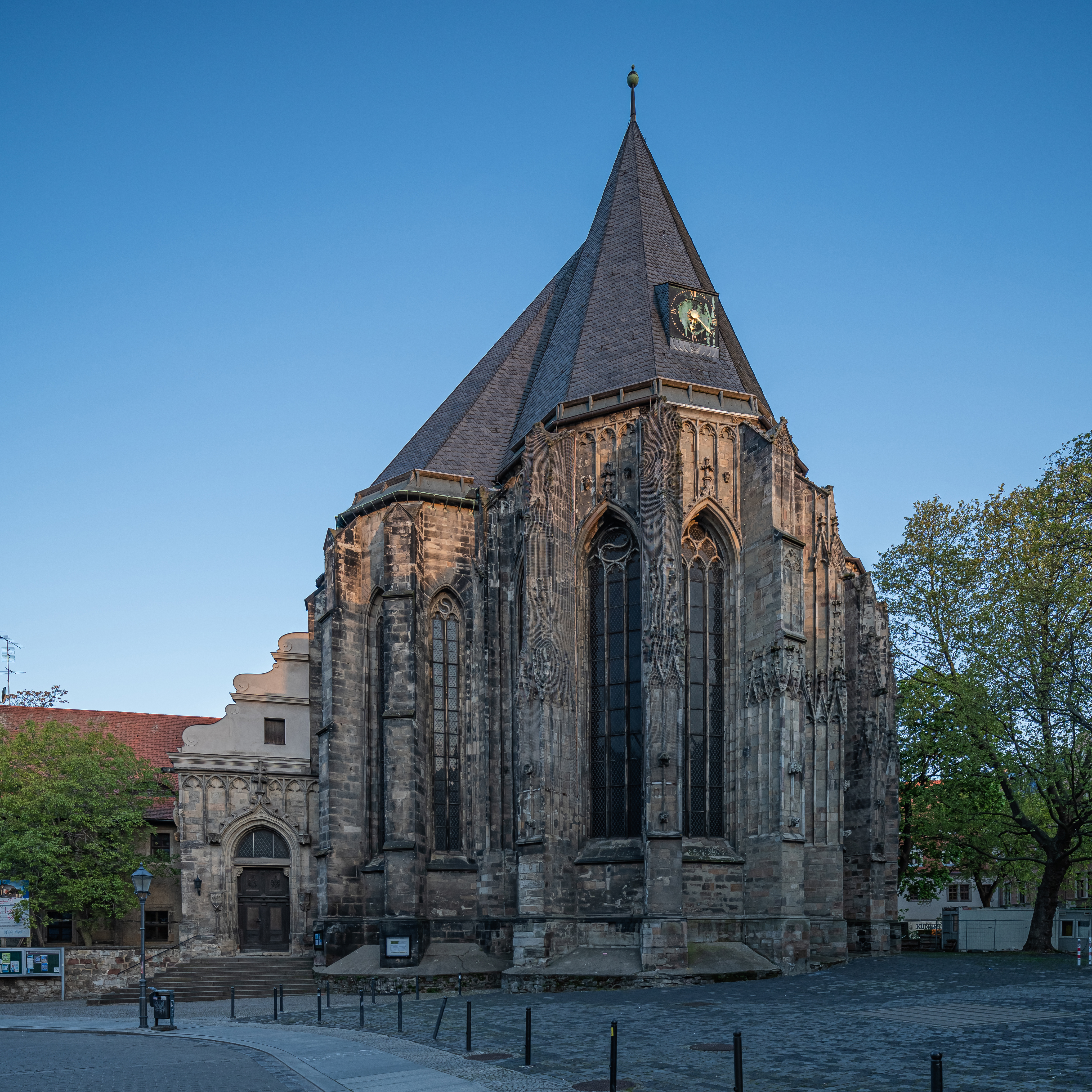
Widok ze wschodu
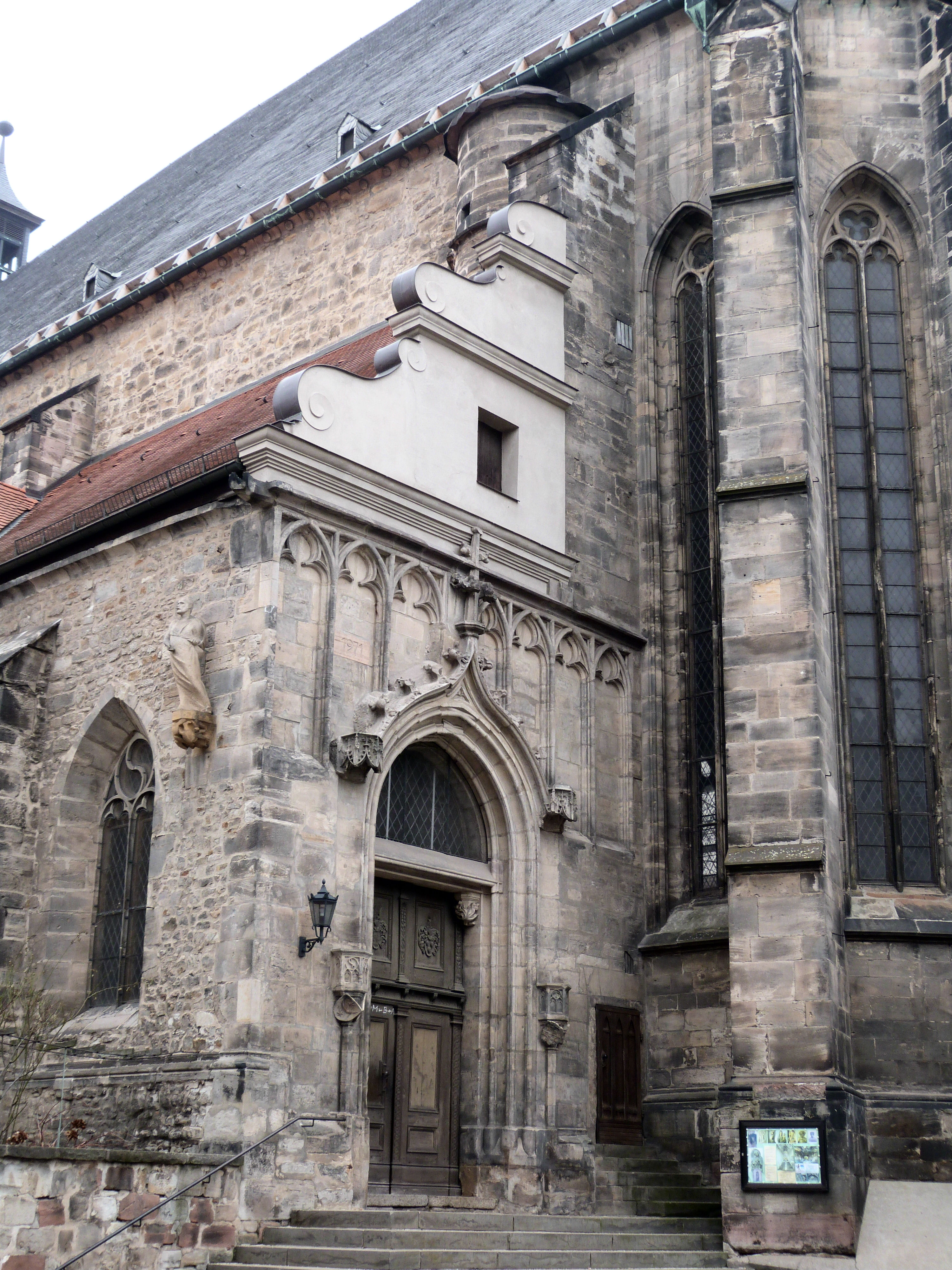
Kruchta i renesansowy szczyt
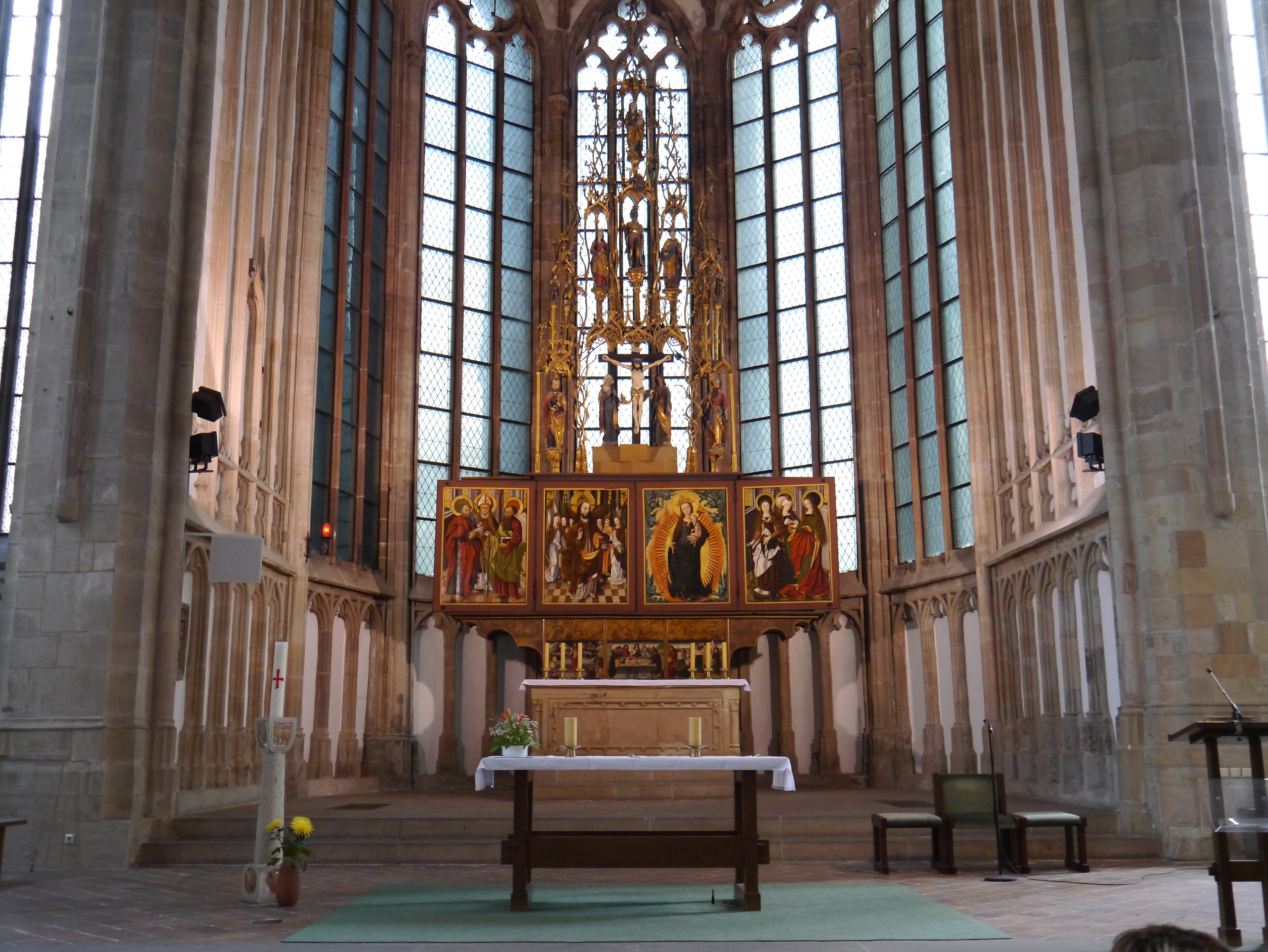
Ołtarz główny
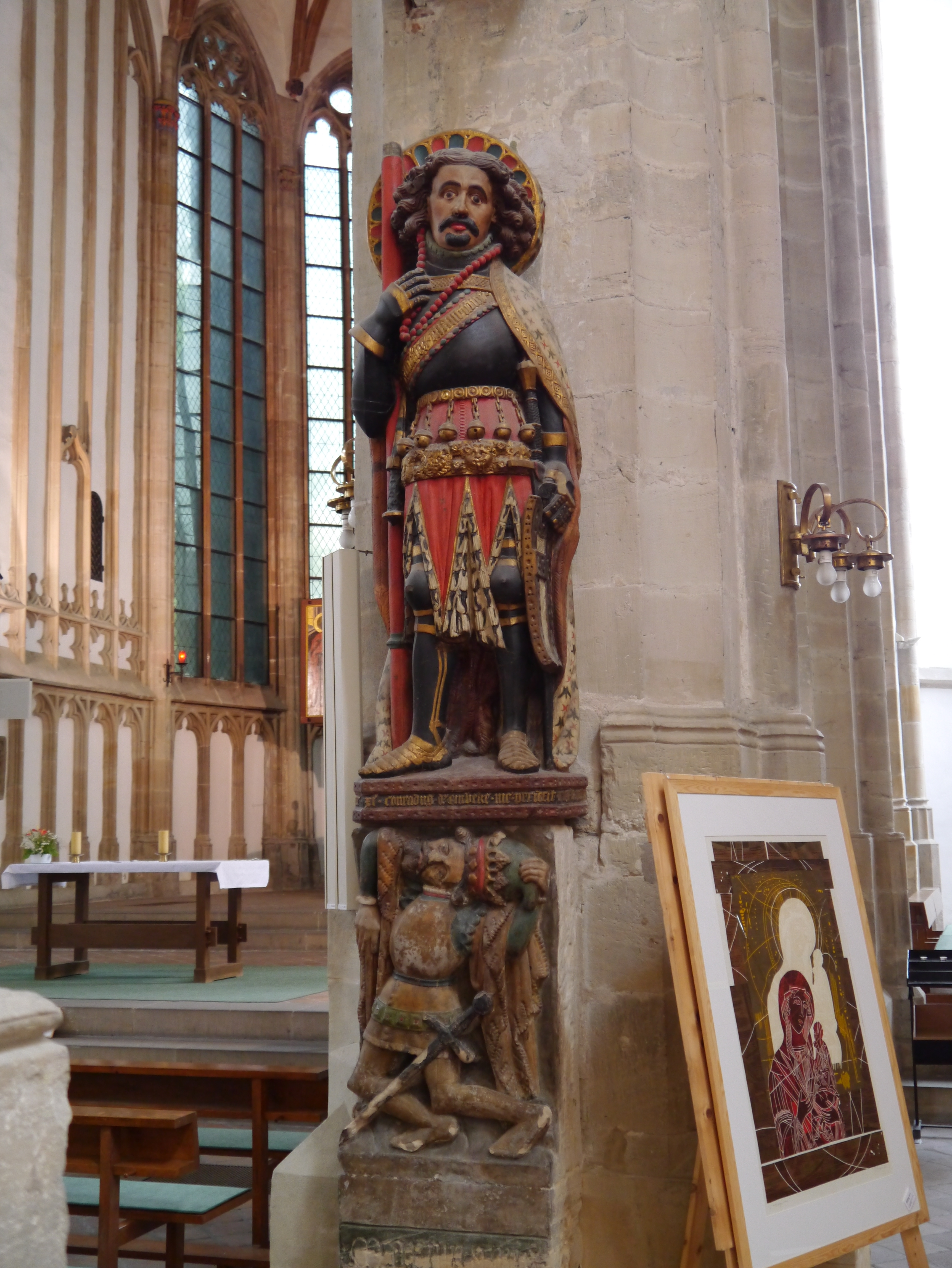
Figura św. Maurycego
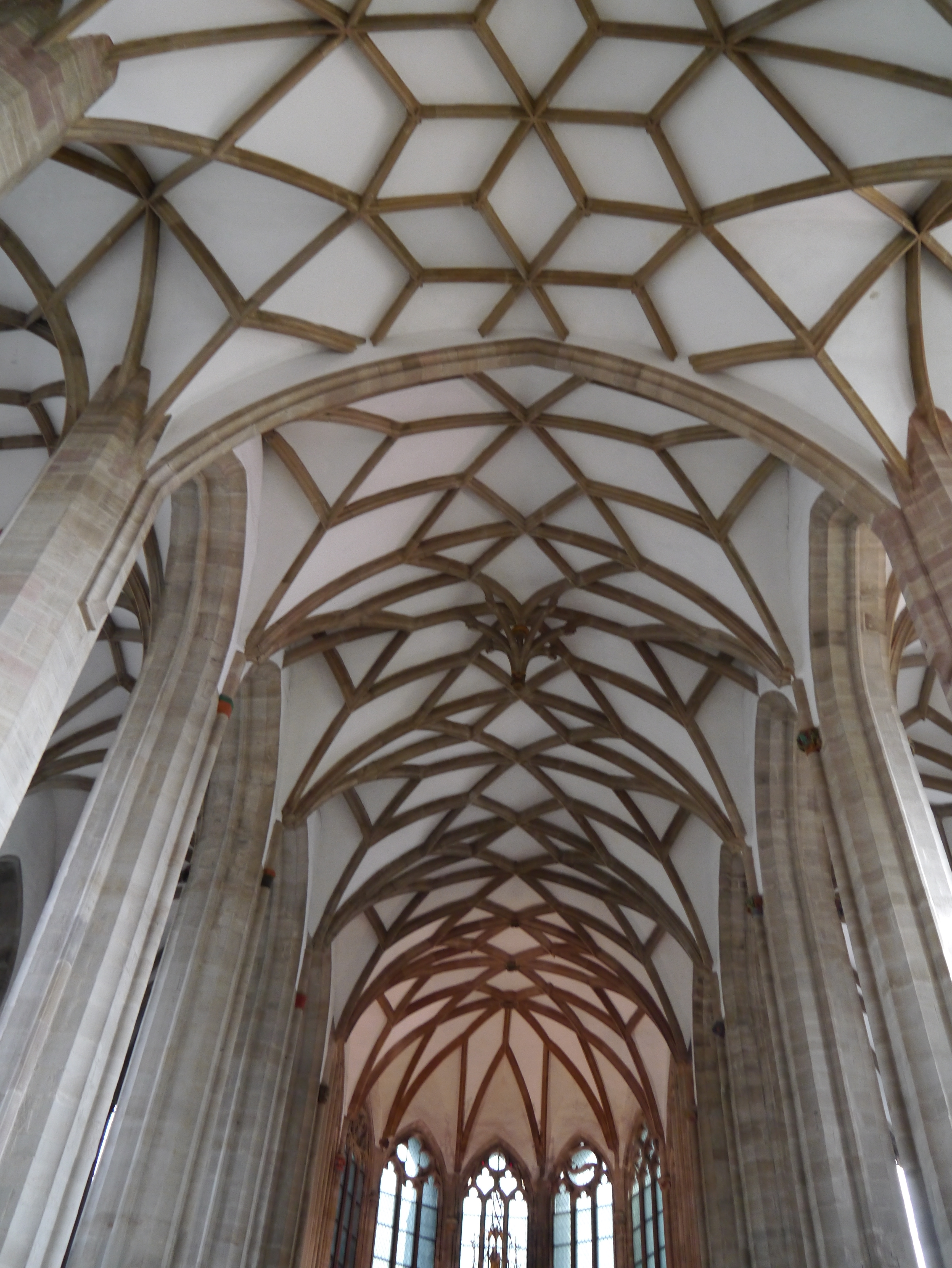
Sklepienie
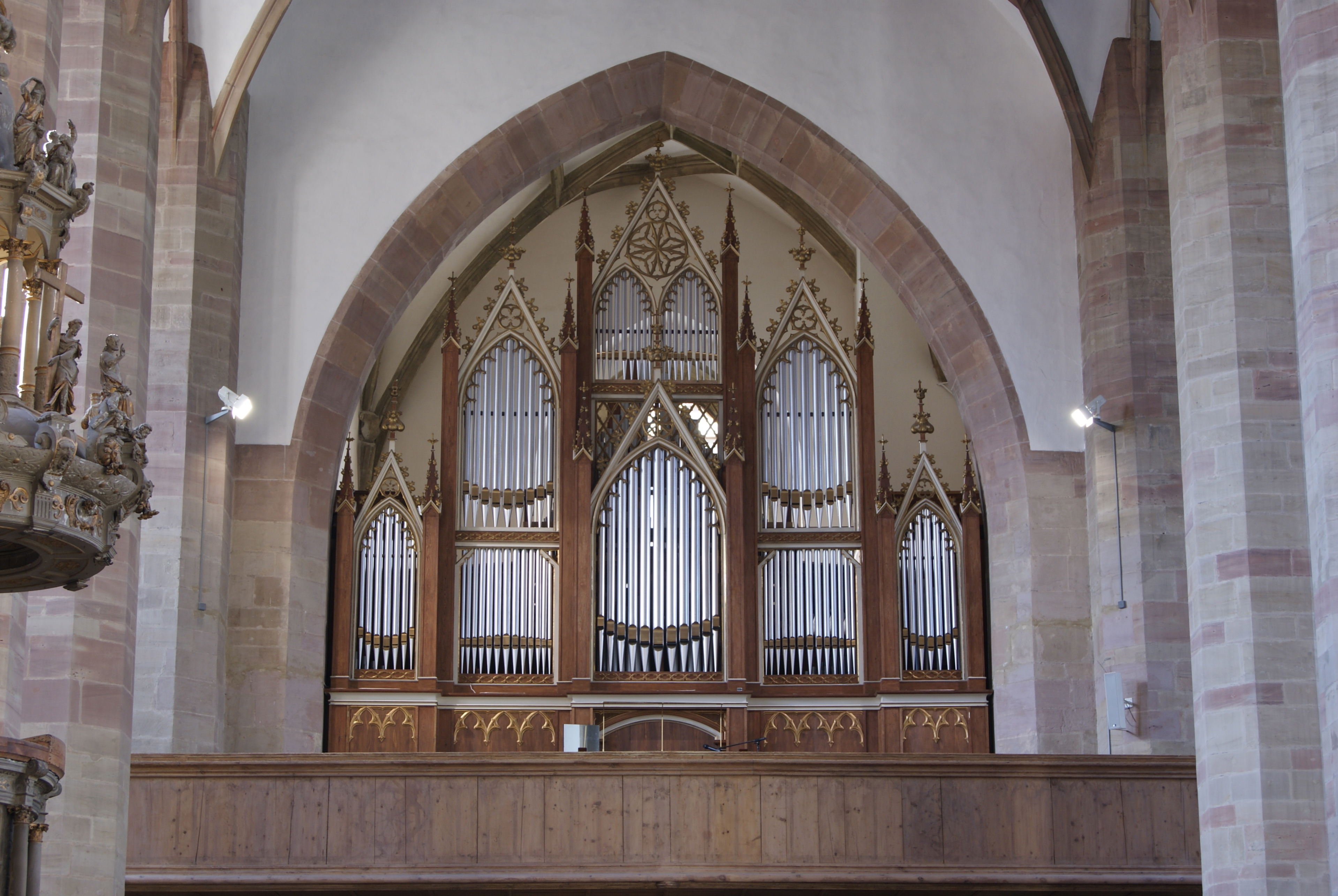
Organy